# 米納妮·蘇達揚托
米納妮·蘇達揚托（1944年5月10日—2003年5月14日），印尼女子羽球運動員，曾在1959年至1975年間代表印尼參加國際比賽並贏得多個大賽冠軍。
1968年，米納妮·蘇達揚托與芮特諾·庫斯蒂加一起成為贏得全英羽球錦標賽女子雙打冠軍的兩支印尼組合中的第一支。她本人也成為打入全英女子單打決賽的第一個印尼人，但輸給埃娃·特韦贝里而未能奪冠。她還在印尼全國錦標賽、四年一度的亞洲運動會、亞洲羽球錦標賽以及馬來西亞羽球公開賽、美國羽球公開賽、加拿大羽球公開賽、新加坡羽球公開賽和紐西蘭羽球公開賽中獲得冠軍。米納妮·蘇達揚托在1959年首次代表印尼參加優霸盃比賽。在她的最後一次優霸盃比賽（1974-1975年）中，她出色的雙打能力幫助印尼贏得了第一個女子世界冠軍。
2019年5月10日，在她75歲生日那天，她獲得了上架Google塗鴉的榮譽。